# 洛尼 (佩列梅什利亞內區)
49°43′49″N 24°40′23″E / 49.73028°N 24.67306°E
洛尼（烏克蘭語：Лоні），是烏克蘭西部的村莊，隸屬利維夫州的利維夫區。該村始建於1515年，面積3.18平方公里，海拔高度362米，2001年人口289，人口密度每平方公里90.88人。